# Pararhodobates petroeca
Pararhodobates petroeca är en fjärilsart som beskrevs av Edward Meyrick 1937. Pararhodobates petroeca ingår i släktet Pararhodobates och familjen äkta malar. Inga underarter finns listade i Catalogue of Life.